# 奧爾普 (堪薩斯州)
奧爾普（英語：Olpe）是一個位於美國堪薩斯州萊昂縣的城市。

## 地方資料
根據2020年美國人口普查的數據，奧爾普的面積為2.14平方千米，當中陸地面積為1.82平方千米，而水域面積為0.32平方千米。當地共有人口519人，而人口密度為每平方千米242.52人。